# Ballada o Baronie, Niedźwiedziu i Czarnej Helenie
Ballada o Baronie, Niedźwiedziu i Czarnej Helenie – utwór Artura Andrusa nagrany z okazji 1500. wydania Listy przebojów Programu Trzeciego. Piosenka jest dostępna w formacie mp3 w sklepie Polskiego Radia, ukazała się również na płycie Myśliwiecka.

## Powstanie utworu
Piosenka pierwszy raz wykonana została 29 października 2010 na koncercie z okazji 1500. wydania Listy Przebojów radiowej Trójki jako prezent dla prowadzących audycję. Po tym jak została dodana do zestawu do głosowania autor uzupełnił tekst oraz nagrał piosenkę ponownie w studiu w domu Łukasza Borowieckiego, grającego w utworze na akordeonie. W rok po premierze ukazała się piosenka „Czarna Helena po roku”, nawiązująca do „Ballady”.

## Tekst
Tekst piosenki opowiada o dziennikarzach związanych z listą: prowadzących Piotrze Baronie, Marku Niedźwieckim oraz Halinie Wachowicz (popularnie zwanej Helen).

## Notowania na listach przebojów
Piosenka zadebiutowała na liście przebojów Trójki 12 listopada 2010 na pierwszym miejscu. Po debiucie autor piosenki, uznając ją za żart, zaapelował do słuchaczy o niegłosowanie na nią.

## Teledysk
Redakcja Szkła kontaktowego (TVN24) wyprodukowała do piosenki teledysk, w którym udział wzięli Zbigniew Zamachowski w roli Barona, Krzysztof Materna w roli Niedźwiedzia oraz Kayah jako Czarna Helena. Reżyserem teledysku jest Igor Brejdygant.